# Franz Horny

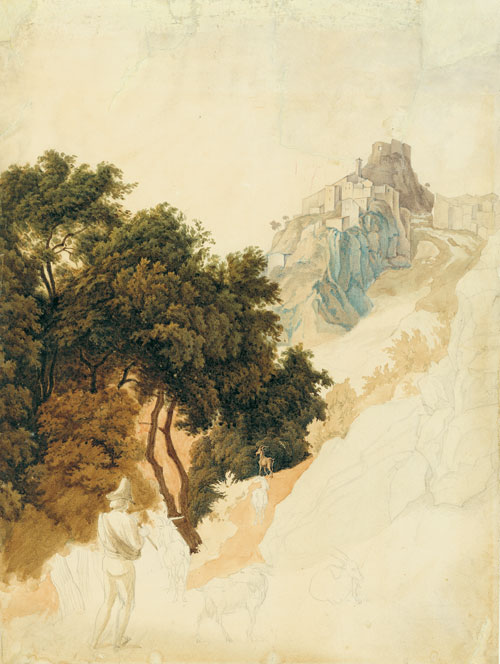
F. Horny, Paesaggio di Olevano (acquerello)

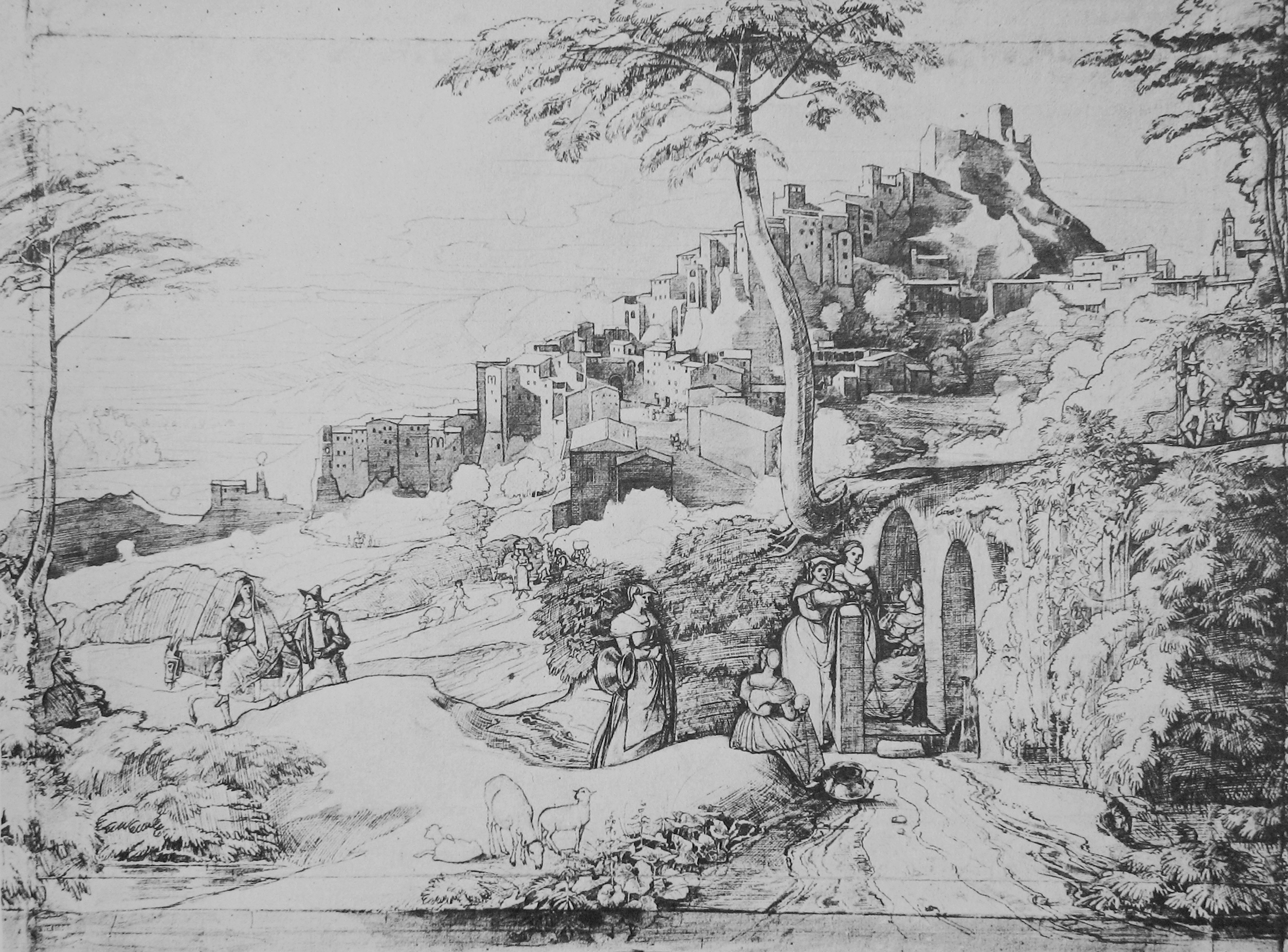
F. Horny, Paesaggio di Olevano

Franz Theobald Horny (Weimar, 23 novembre 1798 – Olevano Romano, 23 giugno 1824) è stato un pittore tedesco.

## Biografia
Franz Horny morì a soli ventisei anni di età per tubercolosi polmonare, una malattia che ne condizionò pesantemente la vita e la produzione artistica. Figlio dell'incisore Conrad Horny (1764-1807), apprezzato pittore amico di Goethe, studiò alla Weimar Princely Free Zeichenschule, l'accademia d'arte di Weimar, sotto la guida di Johann Heinrich Meyer. Giunse a Roma nel 1816, in compagnia dello storico d'arte Karl Friedrich von Rumohr, per studiare l'arte italiana ma anche con la speranza che il mite clima mediterraneo potesse migliorare le compromesse condizioni di salute. Si integrò subito nel cerchio artistico dei Deutsch-Römer Nazareni, gli artisti tedeschi residenti a Roma. Strinse amicizia soprattutto con Joseph Anton Koch, da Horny considerato un maestro, col quale si accompagnò spesso nei vagabondaggi per la Campagna Romana alla ricerca di soggetti per i propri dipinti ad olio. Nel 1806 Koch aveva sposato Cassandra Ranaldi, una ragazza di Olevano Romano, e si trasferì a Olevano nel 1815, dopo un lungo soggiorno in Austria. Anche Horny si trasferì nel 1818 a Olevano dove rimase fino alla morte: è seppellito a Olevano nella Chiesa di San Rocco.
Di Horny possediamo solo pochissime opere, soprattutto disegni, a inchiostro o a matita, e acquerelli. Non è noto nessuno dipinto a olio. Sono noti invece suoi affreschi ornamentali nel Casino di Villa Massimo (1819): cornici di ghirlande e festoni per separare le varie scene dantesche dipinte da Koch. I suoi soggetti sono la natura e gli abitanti di Olevano. Si suppone che, per i suoi paesaggi, abbia spesso utilizzato la camera lucida.